# Sliwen (gmina)
Sliwen (bułg. Община Сливен)  − gmina we wschodniej Bułgarii, w obwodzie Sliwen.

## Miejscowości
Miejscowości wchodzące w skład gminy Sliwen:
- Bikowo (bułg.: Биково),
- Binkos (bułg.: Бинкос),
- Bjała (bułg.: Бяла),
- Błatec (bułg.: Блатец),
- Bozadżii (bułg.: Бозаджии),
- Bożewci (bułg.: Божевци),
- Czintułowo (bułg.: Чинтулово),
- Czokoba (bułg.: Чокоба),
- Dragodanowo (bułg.: Драгоданово),
- Gawraiłowo (bułg.: Гавраилово),
- Gergewec (bułg.: Гергевец),
- Głufiszewo (bułg.: Глуфишево),
- Głusznik (bułg.: Глушник),
- Golamo Czoczoweni (bułg.: Голямо Чочовени),
- Gorno Aleksandrowo (bułg.: Горно Александрово),
- Gradsko (bułg.: Градско),
- Iczera (bułg.: Ичера),
- Izgrew (bułg.: Изгрев),
- Kałojanowo (bułg.: Калояново),
- Kamen (bułg.: Камен),
- Kermen (bułg.: Кермен),
- Kowaczite (bułg.: Ковачите),
- Kruszare (bułg.: Крушаре),
- Małko Czoczoweni (bułg.: Малко Чочовени),
- Meczkarewo (bułg.: Мечкарево),
- Mładowo (bułg.: Младово),
- Nikołaewo (bułg.: Николаево),
- Nowaczewo (bułg.: Новачево),
- Panaretowci (bułg.: Панаретовци),
- Rakowo (bułg.: Раково),
- Samuiłowo (bułg.: Самуилово),
- Seliminowo (bułg.: Селиминово),
- Skobelewo (bułg.: Скобелево),
- Sliwen (bułg.: Сливен) − siedziba gminy,
- Sotirja (bułg.: Сотиря),
- Sredorek (bułg.: Средорек),
- Stara reka (bułg.: Стара река),
- Staro seło (bułg.: Старо село),
- Strupec (bułg.: Струпец),
- Topołczane (bułg.: Тополчане),
- Trapokłowo (bułg.: Трапоклово),
- Wyglen (bułg.: Въглен),
- Zajczari (bułg.: Зайчари),
- Złati wojwoda (bułg.: Злати войвода),
- Żelu wojwoda (bułg.: Желю войвода).